# Филдинг, Сьюзен
Сьюзен Филдинг, в девичестве Сьюзен Вильерс (англ. Susan Feilding; 1583—1652, Париж, Королевство Франция) — английская аристократка, сестра Джорджа Вильерса, 1-го герцога Бекингема, жена Уильяма Филдинга, 1-го графа Денби. Первая леди королевской опочивальни при Генриетте Марии Французской с 1626 года до своей смерти.

## Биография
Сьюзен Вильерс родилась в 1583 году в семье небогатого землевладельца сэра Джорджа Вильерса и его жены Мэри Бомонт. Приблизительно в 1607 году она стала женой сэра Уильяма Филдинга, захудалого сельского джентльмена. Брат Сьюзен Джордж (впоследствии герцог Бекингем) к 1615 году стал всесильным фаворитом короля Якова I, и благодаря этому возвысились все члены его семьи: в частности, леди Сьюзен стала по мужу баронессой Филдинг и виконтессой Филдинг (1620), графиней Денби (1622), обладательницей большого богатства.
В 1626 году графиня стала первой леди королевской опочивальни при Генриетте Марии Французской (жене короля Карла I). Когда началась гражданская война, муж леди Сьюзен встал на сторону короля, а старший сын Бэзил — на сторону парламента. В 1643 году сэр Уильям был смертельно ранен в сражении. Годом позже графиня последовала за королевой во Францию, где приняла католичество. В 1651 году английский Государственный совет конфисковал всё имущество леди Сьюзен как папистки и заговорщицы. Графиня умерла в 1652 году в Париже и была похоронена в церкви Сент-Эсташ.

## Семья
Сьюзен Вильерс была замужем за сэром Уильямом Филдингом, получившим после женитьбы титулы барона Филдинга, виконта Филдинга и графа Денби. В этом браке родились:
- Бэзил (приблизительно 1608—1675), 2-й граф Денби[4];
- Джордж (приблизительно 1614—1665), 1-й граф Десмонд[5];
- Маргарет (приблизительно 1613—1638), жена Джеймса Гамильтона, 1-го герцога Гамильтона[6];
- Энн (умерла в 1636), жена Батиста Ноэля, 3-го виконта Кемпдена[7];
- Элизабет (умерла в 1667), жена Льюиса Бойля, 1-го виконта Бойля[8].

## Память
В британском мини-сериале «Мэри и Джордж» Сьюзен Филдинг сыграла Элис Грант.